# Port de Valence
Le port de Valence est le second port de marchandises d'Espagne en tonnage, avec un trafic de 65 millions de tonnes, et le premier en nombre de conteneurs avec de 4,32 millions d'EVP en 2011.